# Oudega (De Friese Meren)
Oudega (Fries: Aldegea) is een dorp in de gemeente De Friese Meren, in de Nederlandse provincie Friesland. Oudega ligt tussen Balk en  Koudum, ten zuiden van het meer de Fluessen. Het dorp vormt een tweelingdorp met Kolderwolde maar ook met het nabijgelegen Elahuizen worden enkele faciliteiten gedeeld. Oudega had in 2023 285 inwoners.

## Geschiedenis
Oudega is waarschijnlijk in de 12e of 13e eeuw ontstaan. In 1412 werd het vermeld als Oldegae en in 1505 als Oldegae. De plaatsnaam is ter onderscheiding van het nieuwe dorp Nyegae (later Elahuizen).
Oudega heeft meerdere keren last gehad van overstromingen. In 1825 werd een aardig deel van het dorp aangetast. Het is daarna dat de Groote Noordwolder Veenpolder werd bedijkt (1835) en dat er turf werd gewonnen in deze polder. 
De kerk van Oudega, de Johannes de Doperkerk dateert van 1850, werd gebouwd op een verhoging nadat de voorganger door overstroming beschadigd werd. In de 17e eeuw was er ook al een nieuwe kerk gebouwd na zware waterschade.
Oudega is een van de vier oorspronkelijke dorpen van de grietenij en latere gemeente Hemelumer Oldephaert en Noordwolde. Tussen 1812 en 1816 heette die gemeente Koudum en vanaf 1956 werd de naam Hemelumer Oldeferd. In 1984 ging deze gemeente over in de gemeente Gaasterland-Sloten en sinds 2014 ligt het dorp in de gemeente De Friese Meren.
Om het onderscheid aan te geven met andere Friese plaatsen met de naam Oudega zoals Oudega in het voormalige Wymbritseradeel, werd deze plaats soms aangeduid als Oudega (H.O.N.) waarbij die afkorting staat voor 'Hemelumer Oldephaert en Noordwolde'. Een andere onderscheidende naam die gebruikt werd was Oudega-Noordwolde.

## Onderwijs
In Oudega is de basisschool De Fluessen gevestigd. De geschiedenis van het onderwijs gaat zeker terug tot 1610, toen voor de eerst betalingen aan een schoolmeester werd gemeld.

## Sport
Oudega heeft samen met de naburige dorpen Kolderwolde en Elahuizen een gezamenlijke voetbalvereniging, SV de Wâlde. Deze is gevestigd in Oudega.

## Geboren in Oudega
- Lolke Cnossen (1921-1974), burgemeester